# Именуемый первым
«Именуемый первым» (англ. First of His Name) — пятый эпизод четвёртого сезона фэнтезийного сериала канала HBO «Игра престолов» и 35 во всём сериале. Авторами сценариями эпизода стали Дэвид Бениофф и Д. Б. Уайсс, а режиссёром стала Мишель Макларен. Премьера состоялась 4 мая 2014 года.

## Сюжет

### В Королевской Гавани
Томмена Баратеона (Дин-Чарльз Чэпмен) коронуют. После коронации Серсея (Лина Хиди) и Маргери (Натали Дормер) говорят о природе Джоффри и о том, что его брат может быть настоящим достойным королём. На совещании со своим отцом, Тайвином (Чарльз Дэнс), Серсея решает, что Томмен и Маргери поженятся через две недели. Тайвин также планирует свадьбу Серсеи с Лорасом Тиреллом (Финн Джонс), он сообщает ей, что золотые прииски Западных Земель иссякли, что долг перед Железным Банком Браавоса очень велик, и разобраться с ним поможет союз двух великих домов. Серсея пытается повлиять на Тайвина, чтобы он признал Тириона виновным на грядущем суде. В садах она говорит с принцем Дорна Оберином Мартеллом (Педро Паскаль) о её дочери Мирцелле, прося привести корабль в Солнечное Копьё, столицу Дорна, в качестве подарка для неё, на что он соглашается.

### В Долине
Лорд Петир Бейлиш (Эйдан Гиллен) и Санса Старк (Софи Тёрнер) прибывают в Долину Аррен. У Кровавых Ворот он называет свою спутницу Алейной, ведь Сансу всё ещё разыскивают в Королевской Гавани за убийство Джоффри. По прибытии их принимают леди Лиза Аррен (Кейт Дики) и её сын Робин (Лино Фасиоль). Лиза знает о настоящей личности Сансы, и Робин показывает ей её комнату. Когда они уходят, Лиза выражает своё настойчивое желание в этот же день выйти за Петира, ради которого она отравила бывшего мужа, лорда Джона Аррена, обвинив в этом Ланнистеров в письме для Кейтилин. Чтобы успокоить её, Петир соглашается жениться на ней как можно скорей. Ночью Лиза и Санса говорят о Кейтилин, и о том, как Петир любил её. Их разговор становится напряжённым, когда Лиза обвиняет Сансу в совращении Петира, но со временем Санса убеждает её, что она девственница. Лиза говорит Сансе, что как только Тириона казнят, она выйдет за Робина.

### За Узким морем
Новости о смерти Джоффри достигли Дейенерис Таргариен (Эмилия Кларк). На собрании с её советниками Даарио Нахарис (Михиль Хаусман) объявляет ей, что его силы захватили Миэринский флот, и Дейенерис выражает желание использовать корабли, чтобы вторгнуться в Вестерос. В то время как другие советники оптимистично оценивают её шансы захватить Королевскую Гавань, сир Джорах (Иэн Глен) предупреждает её, что этого может быть недостаточно, чтобы завоевать Семь Королевств. Он также сообщает Дейенерис, что и Астапор, и Юнкай возвратились к старым привычкам: в Юнкае снова правят рабовладельцы, а в Астапоре правит самопровозглашённый «Его Императорское величество». Выслушав рекомендации Джораха, она откладывает нападение на Королевскую гавань, теперь она намерена править Заливом работорговцев.

### На Королевском тракте
Бриенна (Гвендолин Кристи) и Подрик (Дэниел Портман) направляются в Черный замок, где, как предполагается, Санса может скрываться у своего брата Джона Сноу. Оруженосец становится настоящей обузой для Бриенны – он не умеет ни скакать на лошади, ни поджарить кролика на костре, так как у Тириона в основном занимался тем, что подливал вино в бокал господина. Бриенна хочет избавиться от него и освобождает от обязанностей оруженосца, но Подрик отказывается возвращаться домой. Бриенна начинает относиться к нему более уважительно после того, как узнает, что в битве у Черноводной Подрик спас жизнь Тириону, убив ударом копья королевского гвардейца Мэндона Мура.

### В Речных Землях
Арья Старк (Мэйси Уильямс) и Сандор «Пёс» Клиган (Рори Макканн) обсуждают её список людей, которых она намеревается убить, куда входят сам Пёс и его брат Григор «Гора» Клиган. Утром Сандор находит Арью, тренирующуюся со своим мечом. Он высмеивает её технику фехтования и бросает ей вызов, чтобы продемонстрировать свои способности, она атакует его. Его броня с лёгкостью отражает удар Иглой, и ударом по лицу он валит Арью на землю, сказав, что её стиль боя бесполезен против тех, кто закован в доспехи.

### За Стеной
Локк (Ноа Тейлор) разведывает Замок Крастера и замечает мятежника Раста (Люк Барнс), избивающего одну из бывших жён Крастера. Когда он проникает внутрь лагеря, он замечает Брана (Айзек Хэмпстед-Райт) и его группу, удерживаемыми в заложниках в маленькой хижине. Когда Локк возвращается к группе под предводительством Джона Сноу (Кит Харингтон), он говорит, что нужно атаковать поскорее, пока мятежники пьяны. Однако он врёт о том, что в хижине, где удерживают Брана, будто бы находятся собаки, которые поднимут тревогу, если их группа приблизится слишком близко. Джон сообщает группе, что они будут атаковать Замок на закате.
Позже Карл (Бёрн Горман) входит в хижину и пытается изнасиловать Миру Рид (Элли Кендрик), но её брат Жойен Рид (Томас Броди Сангстер) останавливает его тем, что рассказывает его ближайшее будущее и насмехается над Карлом, чьё тело будет гореть уже сегодня. И тут мятежников атакует группа Джона. Локк сбегает с поля боя незамеченным, чтобы добраться до Брана и его друзей. Как только он хватает Брана , чтобы унести куда подальше, тот использует свои способности варга, входит в разум Ходора (Кристиан Нэрн) и освобождает его от цепей. В теле Ходора Бран догоняет Локка и ломает ему шею. Хоть Бран и хочет воссоединиться с Джоном, Жойен говорит ему, что Джон попытается остановить их путешествие на север, и группа покидает лагерь незамеченной.
В лагере мятежников Джон сражается с Карлом. Карл едва не убивает Джона благодаря своему грязному стилю борьбы, но одна из вдов Крастера отвлекает его достаточно долго, чтобы Джон смог победить его. При подсчёте мёртвых Эдд (Бен Кромптон) замечает, что Раст пропал. Раст пытается спастись в лесу, но его убивает лютоволк Джона Призрак, вернувшийся к своему хозяину. Джон просит жён Крастера пойти на Стену, но они отвергают его предложение из-за их недоверия к Ночному Дозору, вселившегося в них из-за жестокого обращения мятежников. Бойцы Ночного Дозора сжигают Замок Крастера вместе с телами мёртвых.

## Производство

### Сценарий

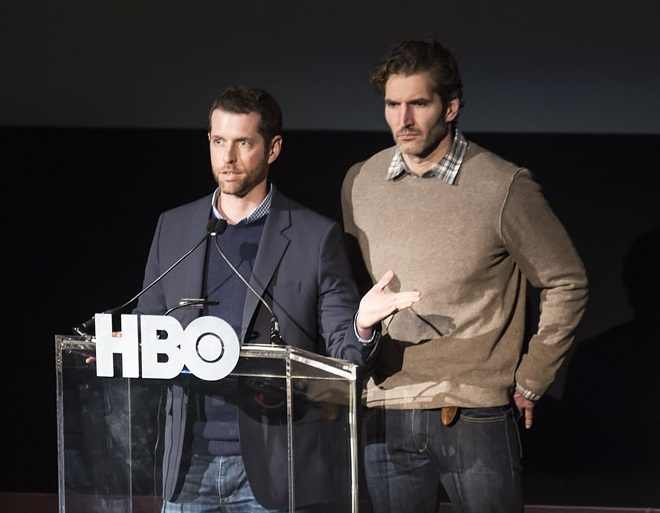
Сценарий к эпизоду написали создатели сериала Дэвид Бениофф и Д. Б. Уайсс.

Сценарий к «Именуемому первым» написали Дэвид Бениофф и Д. Б. Уайсс, основываясь на исходном материале, «Буре мечей» Мартина. Главами, адаптированными из «Бури мечей», стали главы 68 и 71 (Санса VI и Дейенерис VI). Он также затрагивает часть четвёртого романа, «Пира стервятников»: а именно главу 14 (Бриенна III).

### Кастинг
Кейт Дики (Лиза Аррен) и Лино Фасиоль (Робин Аррен) возвращаются после отсутствия в течение нескольких лет (с первого сезона).

## Реакция

### Телерейтинги
«Именуемый первым» установил новый рекорд сериала по рейтингу, с 7.16 миллионами людей, посмотревших его в течение первого показа.

### Реакция критиков
Эпизод получил всеобщую похвалу от критиков. Rotten Tomatoes сообщил, что 100% отзывов об эпизоде на сайте были положительными. Его консенсус гласит: «Исключительно медленный по стандартам „Игры престолов“, „Именуемый первым“ показывает, как аккуратно создано было шоу с самого первого сезона». Мэтт Фоулер из IGN дал оценку 9/10, написав, что эпизод «дал нам столь необходимый взгляд назад на некоторые прошлые события сериала». Он подчеркнул откровение, что действия Мизинца «привели сюжет всего сериала в движение». Эрик Адамс из A.V. Club дал эпизоду 5 баллов и похвалил специалистов за их средоточие над женскими персонажами.